# Seyfertov sekstet
Seyfertov sekstet je galaktički skup smješten u zviježđu Zmiji unutar udaljenosti od 190 milijuna svjetlosnih godina. U njemu je šest galaktika. Jedna od njih je pozadinski objekt, a druga je u stvari odvojeni dio jedne od inih galaktika. Uzajamno međudjelovanje galaktika nastavit će se stotinama milijuna godina i na svršetku trebala nastati velika eliptična galaktika.
Skupinu je otkrio Carl Keenan Seyfert služeći se fotografskim pločama napravljenim u opservatoriju Barnardu Vanderbiltova sveučilišta. Kad su rezultati bili objavljeni 1951., ovo je bila najkompaktniji skup ikad identificiran.
| Ime       | Vrsta   | Udaljenost od Sunca (u mil. svj. g.) | Magnituda |
| --------- | ------- | ------------------------------------ | --------- |
| NGC 6027  | S0      | ~190                                 | +14,7     |
| NGC 6027A | Sa      | ~190                                 | +15,4     |
| NGC 6027B | S0      | ~190                                 | +15,4     |
| NGC 6027C | SB(S)c  | ~190                                 | +16       |
| NGC 6027D | SB(S)bc | ~877                                 | +15,6     |
| NGC 6027E | SB0     | ~190                                 | +16,5     |